# Achtblatt

Stellvertretend das Achtblatt im Wappen von Mörstadt

Das Achtblatt ist eine gemeine Figur in der Heraldik und ordnet acht stilisierte miteinander verbundene Blätter um einen Mittelpunkt konzentrisch an. Es ist eine Wappenfigur aus der Reihe, die mit dem Dreiblatt beginnt und sich um je ein Blatt erhöht. Die Blätter können viele Formen und besonders Ränder haben. Die Darstellung erfolgt in der Regel in einer heraldischen Tinktur, kann jedoch abweichen. Die oftmals zu Grunde liegende Zahlensymbolik und wie in der heraldischen Frühzeit, die stilisierte Blütenform, sind verbreitete und somit einfache Darstellungsformen. Zwischen den Blättern im „Kranz“ sind auch schon mal andere Wappenfiguren angeordnet. 
Das Achtblatt selbst ist auch als Beizeichen im Wappen zu finden. Es unterscheidet das Wappen des 9. Sohnes innerhalb der Familie.

## Beispiele

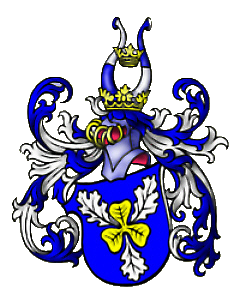
Dreiblatt
Fünfblatt (Wappenvorlage)
Stellvertretend das Sechsblatt im Wappen von Hohenroda
Siebenblatt im ersten Feld